# Harmattan

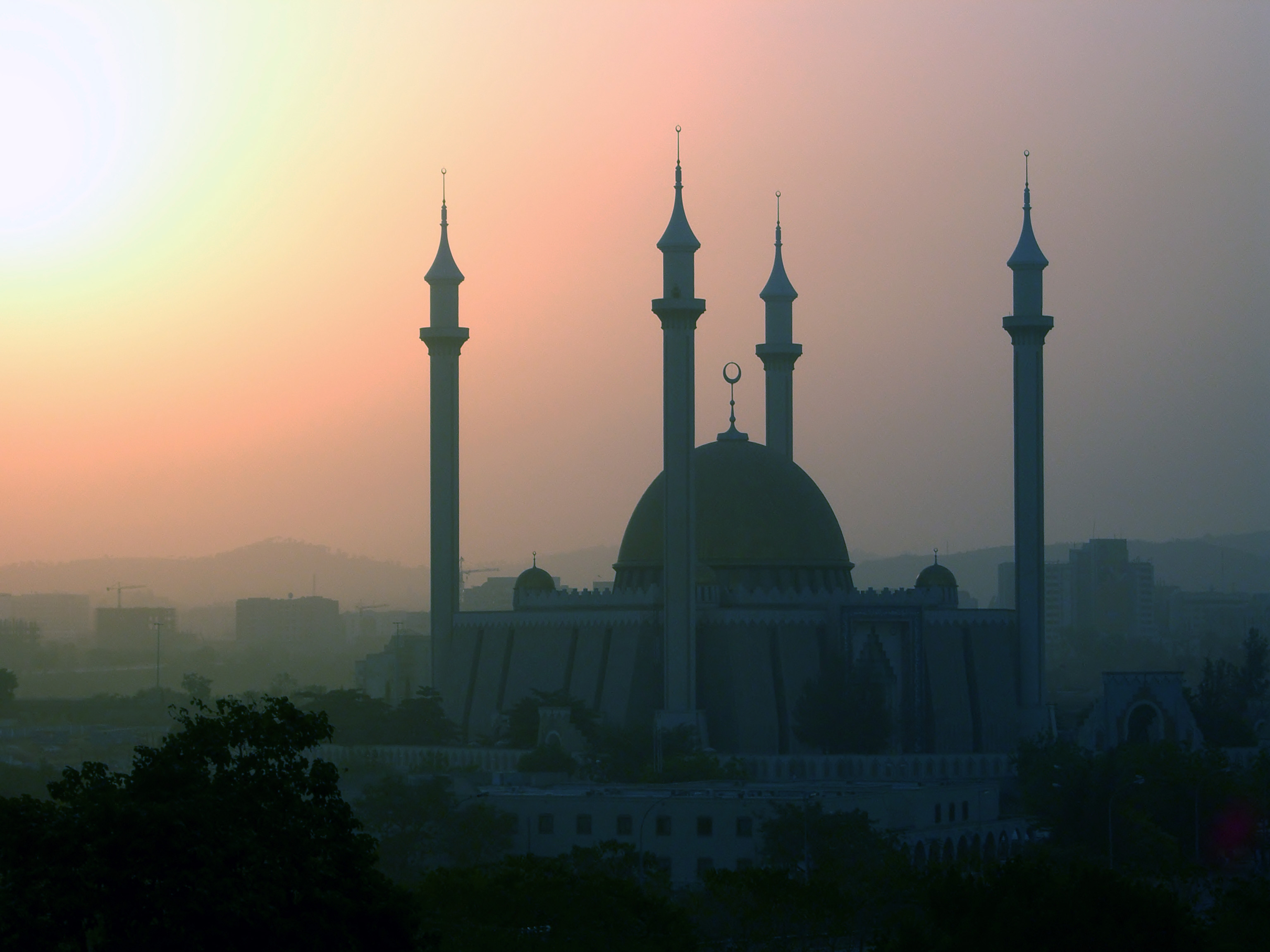
En harmattanvind som omsveper Abujas nationalmoské i Abuja, Nigeria.

Harmattan är en torr, sandmättad nordostlig vind som förekommer i Västafrika. Den blåser från västra Sahara söderut in i Guineabukten från slutet av november till mitten av mars.
Under sin resa över öknen samlar vinden ihop små sandpartiklar (mellan 0,5 och 10 mikrometer), och när det blåser hårt kan den föra med sig sand och damm hela vägen till Nordamerika.
I vissa länder i Västafrika kan den stora mängden damm i luften kraftigt påverka sikten och blockera solen i flera dagar, och går att jämföra med en tung dimma. Detta kan orsaka förseningar bland annat i flygtrafiken.

## Hälsoeffekter
Vinden har dåligt rykte i Niger eftersom det där sägs att människor och djur blir mer lättirriterade under harmattantider, men vinden gör också att värmen avtar något. 
Luftfuktigheten kan bli så låg som 15%, vilket kan resultera i spontant näsblod för en del individer. Andra hälsoeffekter som förekommer på människor är skador på huden, ögon och andningsvägarna, inklusive förvärrad astma.